# 三菱扶桑Rosa
三菱扶桑Rosa（英語：Mitsubishi Fuso Rosa），是三菱扶桑卡客車旗下的一款小型客車。

## 簡介
三菱Rosa是於1960年面世，當時是由新三菱重工業（前中日本重工業，由三菱重工業分拆出來）推出，稱三菱Rosa（三菱ローザ）。在1964年，三家由三菱重工業分拆出來的公司，重新合併，成為全新的三菱重工業。三菱Rosa乃正式成為三菱Fuso旗下產品，並於1966年取代同廠MB720的地位。
Rosa於1973年、1986年和1997年共更改過三次款式。除了後輪驅動的Rosa之外，三菱亦自1990年起，推出四驅版的Rosa。

## 歷代轉變

### 第1代（1960-1973）

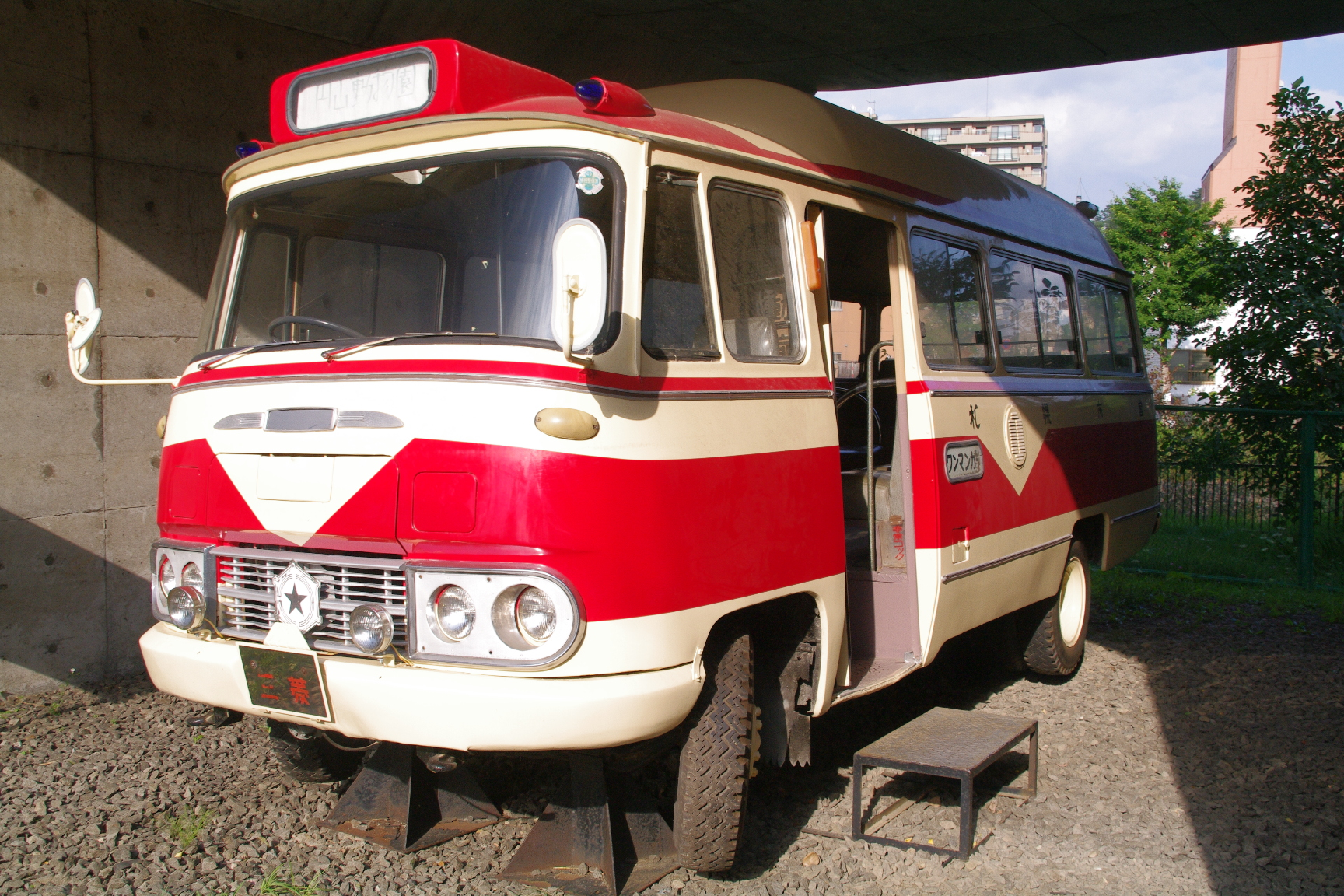

三菱於1960年正式推出Rosa小巴。當時廠內代號為B10，由原來的「三菱Jupiter」卡車底盤發展而成。其車身款式與當年的平治O319小巴相類似。全車長度為約5.4米。
到了翌年（1961年），三菱在B10之基礎上演變出B20，屬B10的加長版，長度介乎6.25-7米。

### 第2代（1973-1986）

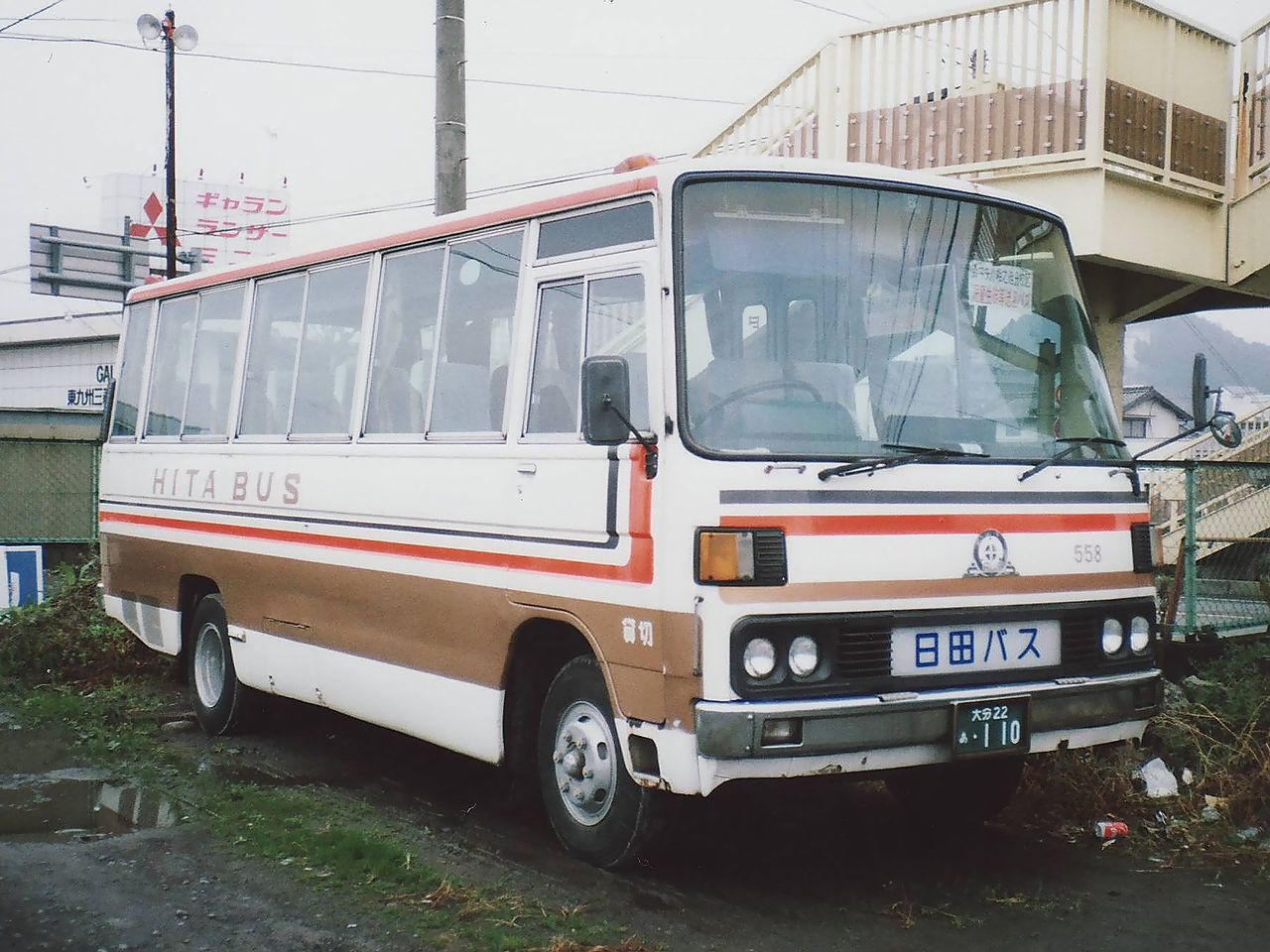

1973年三菱推出第二代，與第一代一樣分長版和普通版。其最大不同在於車頭設計被大幅度修訂，大量組件可與同廠的三菱Canter貨車共用。初期有BC2系（短陣汽油版）、BE2系（短陣柴油版）以及BH2系（長陣柴油版）。
1981年推出BK2系列（長陣闊身版本，闊度為2.3米）。

### 第3代（1986-1997）

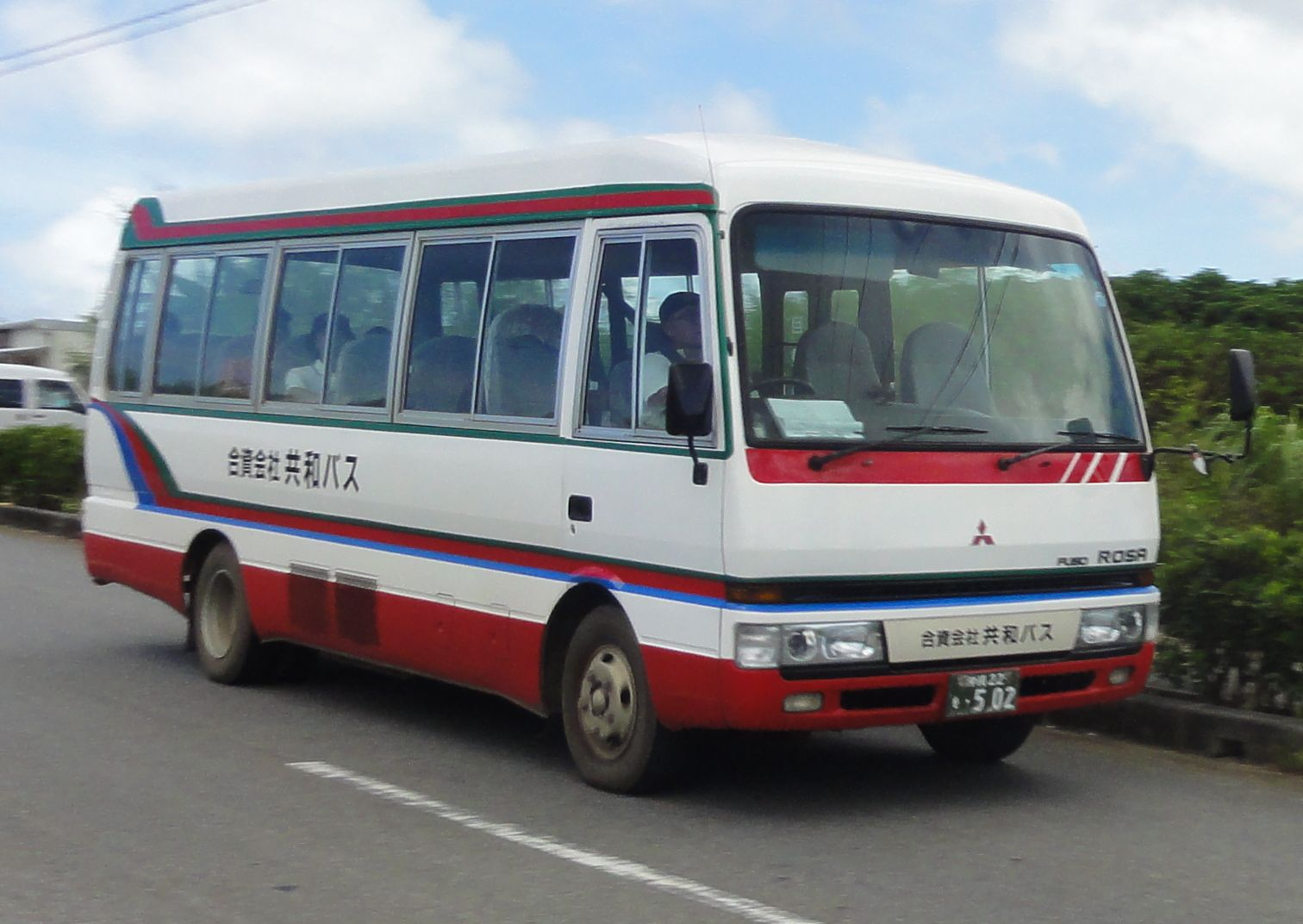

1986年推出的第三代版本車身與原先第二代有很大分別，其中最突出者莫過於新設計的車身，是引入了大量人體工學設計。與前兩代一樣，第三代Rosa小巴有短陣（長6.2米）和長陣（全長6.95米）版本，但兩者皆只配有四氣缸引擎。至於車頭燈有圓形燈或方形燈版本，其中部分是配備車側指揮燈。
1990年三菱修改了Rosa小巴的車頭設計，兩副車頭燈之間的距離變闊了，並配有車側指揮燈。同時還提供自動變速、前獨立避震或前獨立加後氣墊避震作選擇。
也就在這個時候，三菱還首次加入了四驅版本（只限長陣版）。

### 第4代（1997-2022）

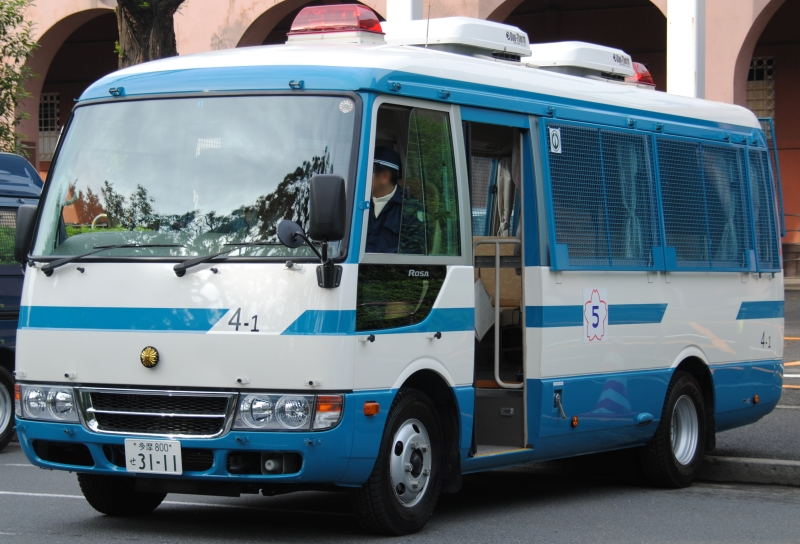

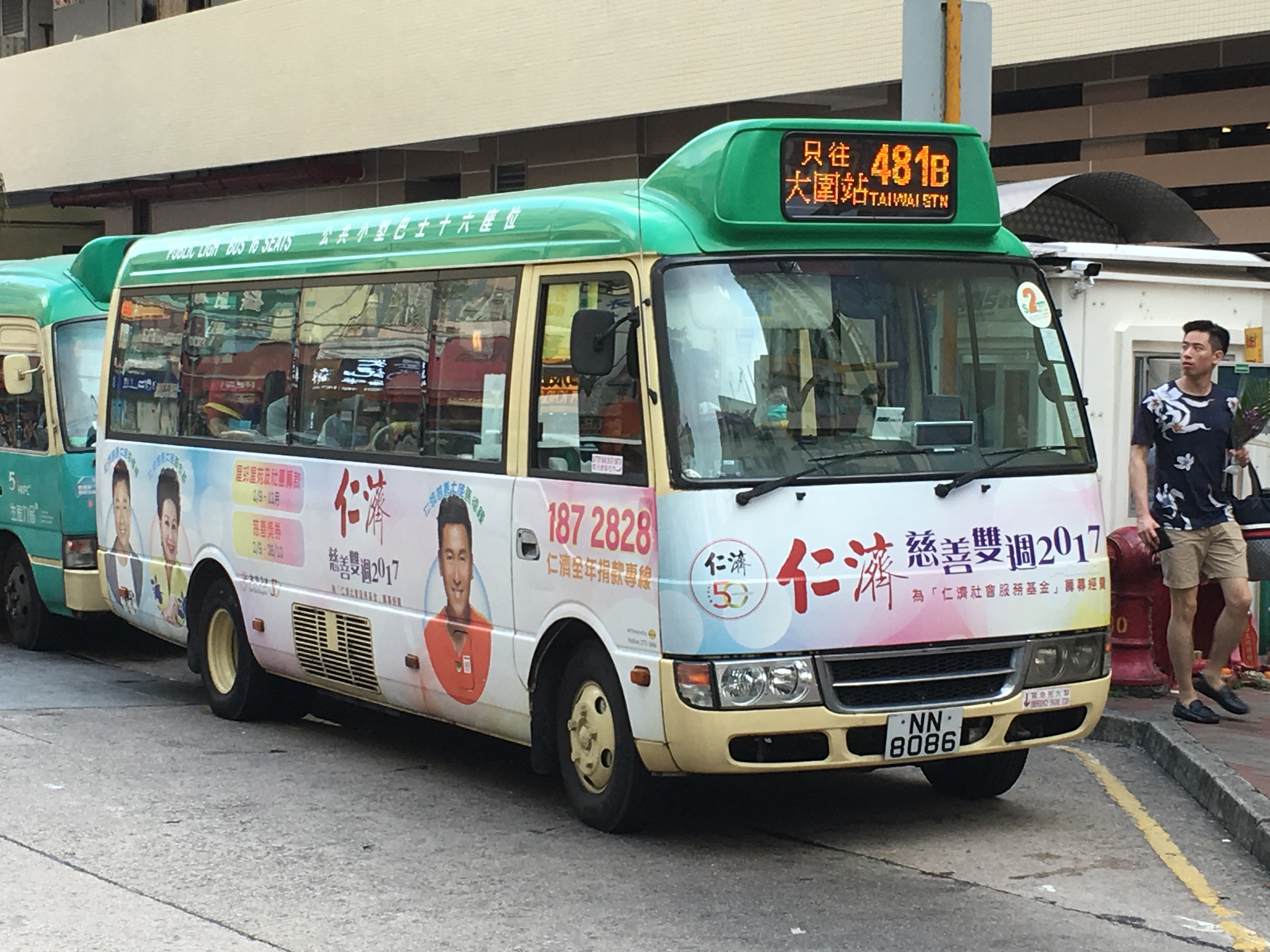
進智公交曾使用歐四引擎的Rosa小巴，因機件問題而退役。

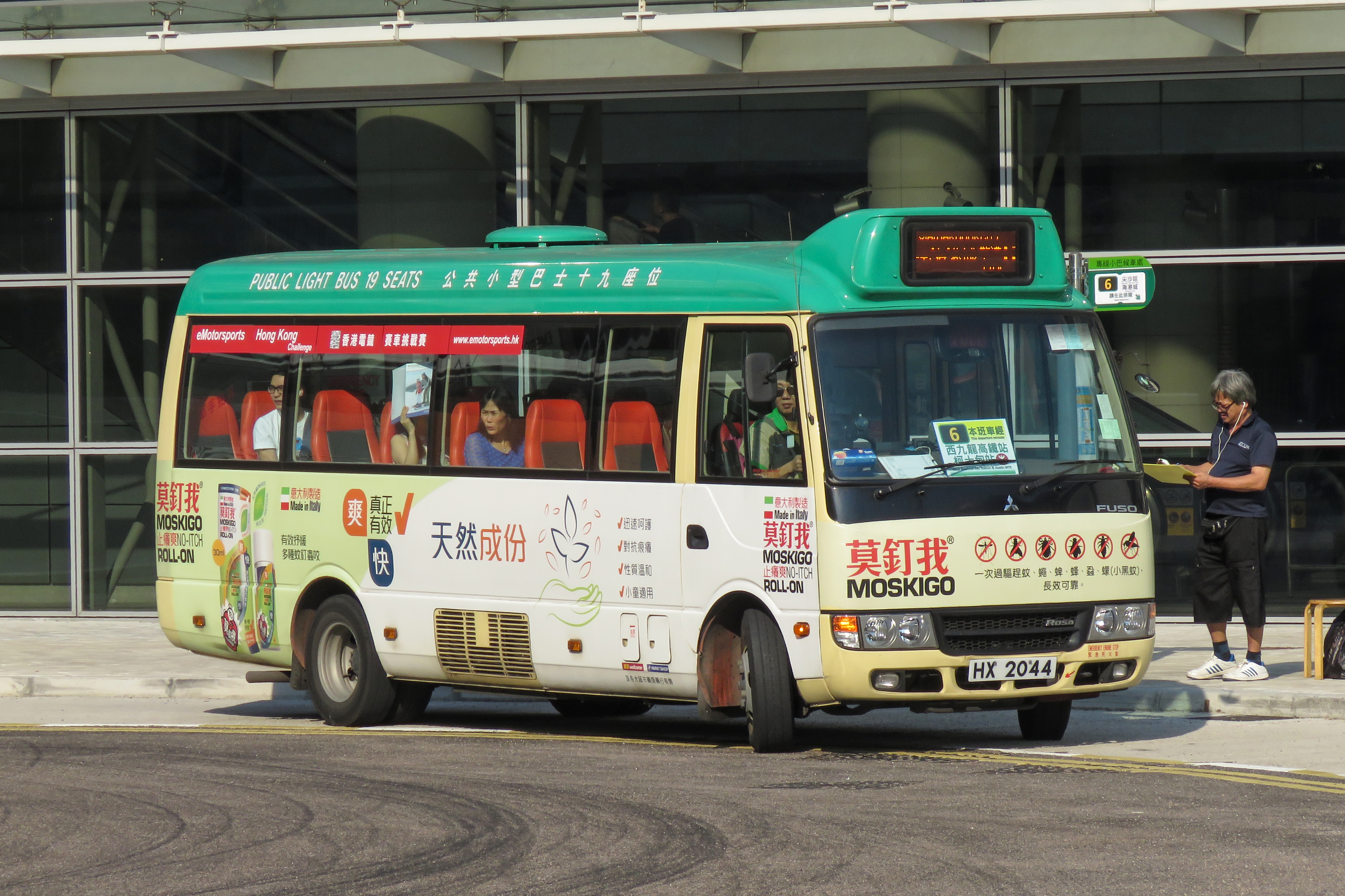
設有19座的捷輝三菱Rosa BE641G小巴(已停止營運)

第四代實質是第三代之改良版本，車身的設計被大幅度改動，使頭軸與車門間的距離大為縮窄。而另外車尾燈則為圓形，與第二、三代以方形作款式大為不同。
第四代除了有短陣（全長6.25米）和長陣（全長7米）版之外，1998年還推出超長陣（全長7.73米）版，使全車最高載客量由原來的24人，增加至最多30人。至於前獨立加後氣墊避震配搭，則於1999年被前獨立加全氣墊避震取代。
2002年-05年間，三菱Rosa還推出了天然氣燃料車。
有香港公共小型巴士的愛好者為豐田Coaster小巴另起專用術語之餘，亦為第4代起的三菱扶桑Rosa另起專用術語，以方便管理，但一般只於談論公共小巴時使用，其他使用者（如居民巴士及私家小巴）並不使用此分類方法。

### 第5代（2022-）
| 巴士迷代號 | 對應4代型號版本 |
| ---------- | --------------- |
| 4/R3LL     | 歐三引擎        |
| 5/R4LL     | 歐四引擎        |
| 6          | 歐五引擎        |

### 澳門版本

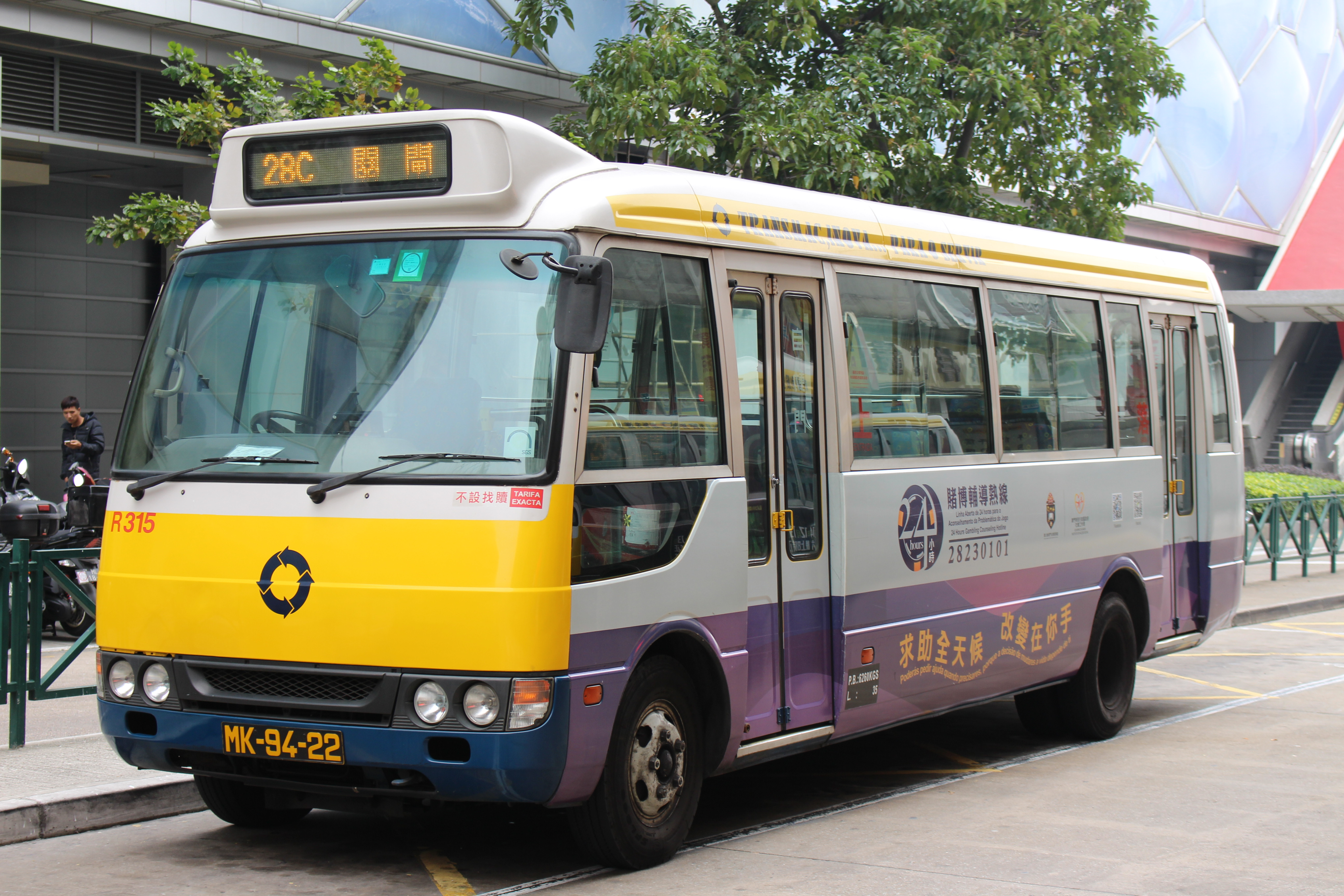
雙門版本的ROSA小巴

澳門新福利自1990年開始要求三菱方面研製雙門版本的ROSA小巴，令乘客上落車變得更有效率。終在1998年，三菱方面向新福利提供5部第4代雙門版的ROSA小巴作為試驗，新福利於是成為全球首家使用雙門版ROSA小巴的巴士公司。新福利旗下的雙門ROSA小巴現時共有105部，款式大致相同，車上設有19座位，連企位最高可載35人。全部車輛都採用米芝蓮或橫濱橡膠生產的內膽式車胎（前後輪尺寸均為7.00R16）。生產工場為三菱FUSO大江巴士工場（愛知縣名古屋市），但在2011年引進的最新版本車輛已改由三菱FUSO客車製造株式會社（富山縣富山市）負責生產。

## 外部連結
- 三菱Rosa官方網站
- 香港巴士大典上的相关条目：三菱Rosa